# The Classical Conspiracy
The Classical Conspiracy (с англ. — «Классический заговор») — первый концертный альбом нидерландской симфоник-метал-группы Epica, издан 8 мая 2009 года альбом на лейбле Nuclear Blast. Альбом был записан 14 июня 2008 года на Международном оперном фестивале в венгерском городе Мишкольц. Запись проходила с участием оркестра из сорока музыкантов и хора из тридцати человек.

## Список композиций
Диск 1
| №   | Название                                                     | Музыка                                             | Длительность |
| --- | ------------------------------------------------------------ | -------------------------------------------------- | ------------ |
| 1.  | «Palladium»                                                  | Ив Хутс                                            | 3:46         |
| 2.  | «Dies Irae» («Реквием»)                                      | Джузеппе Верди                                     | 2:15         |
| 3.  | «Ombra Mai Fu»                                               | Георг Фридрих Гендель                              | 3:06         |
| 4.  | «Adagio» («Из Нового света»)                                 | Антонин Дворжак                                    | 9:02         |
| 5.  | «Spider-Man Medley»                                          | Дэнни Эльфман                                      | 4:16         |
| 6.  | «Presto» («Времена года»)                                    | Антонио Вивальди                                   | 3:06         |
| 7.  | «Montagues and Capulets» («Ромео и Джульетта»)               | Сергей Прокофьев                                   | 2:11         |
| 8.  | «The Imperial March» («Звёздные войны: Эпизод V»)            | Джон Уильямс                                       | 3:25         |
| 9.  | «Stabat Mater Dolorosa»                                      | Джованни Баттиста Перголези                        | 4:31         |
| 10. | «Unholy Trinity»                                             | Ив Хутс                                            | 3:11         |
| 11. | «In the Hall of the Mountain King» («Пер Гюнт»)              | Эдвард Григ                                        | 3:11         |
| 12. | «Pirates of the Caribbean Medley» (Только европейский релиз) | Ханс Циммер, Клаус Бадельт                         | 6:44         |
| 13. | «Indigo»                                                     | Марк Янсен, Коен Янссен                            | 2:04         |
| 14. | «The Last Crusade»                                           | Марк Янсен, Ив Хутс, Ад Слюйтер                    | 4:18         |
| 15. | «Sensorium»                                                  | Марк Янсен, Ад Слюйтер, Коен Янссен, Симона Симонс | 5:06         |
| 16. | «Quietus»                                                    | Epica                                              | 4:22         |
| 17. | «Chasing the Dragon»                                         | Марк Янсен, Коен Янссен, Симона Симонс             | 8:03         |
| 18. | «Feint»                                                      | Марк Янсен, Ад Слюйтер, Коен Янссен, Симона Симонс | 4:34         |

Диск 2
| №                   | Название                | Музыка                                             | Длительность |
| ------------------- | ----------------------- | -------------------------------------------------- | ------------ |
| 1.                  | «Never Enough»          | Ив Хутс                                            | 5:37         |
| 2.                  | «Beyond Belief»         | Марк Янсен, Ад Слюйтер, Симона Симонс              | 5:28         |
| 3.                  | «Cry for the Moon»      | Марк Янсен, Ад Слюйтер, Симона Симонс              | 7:44         |
| 4.                  | «Safeguard to Paradise» | Ив Хутс, Марк Янсен, Коен Янссен                   | 3:59         |
| 5.                  | «Blank Infinity»        | Марк Янсен, Коен Янссен, Симона Симонс             | 4:45         |
| 6.                  | «Living a Lie»          | Марк Янсен, Ив Хутс, Ад Слюйтер                    | 5:24         |
| 7.                  | «The Phantom Agony»     | Марк Янсен, Ив Хутс, Ад Слюйтер                    | 10:30        |
| 8.                  | «Sancta Terra»          | Марк Янсен, Ад Слюйтер, Симона Симонс              | 5:11         |
| 9.                  | «Illusive Consensus»    | Марк Янсен, Ад Слюйтер, Коен Янссен, Симона Симонс | 5:45         |
| 10.                 | «Consign to Oblivion»   | Марк Янсен, Ад Слюйтер                             | 12:06        |
| Общая длительность: | Общая длительность:     | Общая длительность:                                | 2:23:56      |

## Позиции в чартах
| Страна             | Высшая позиция | И.     |
| ------------------ | -------------- | ------ |
| Бельгия (Фландрия) | 82             | [ 7 ]  |
| Бельгия (Валлония) | 58             | [ 8 ]  |
| Нидерланды         | 23             | [ 9 ]  |
| Франция            | 43             | [ 10 ] |
| Швейцария          | 81             | [ 11 ] |